# Mishima Michitsune

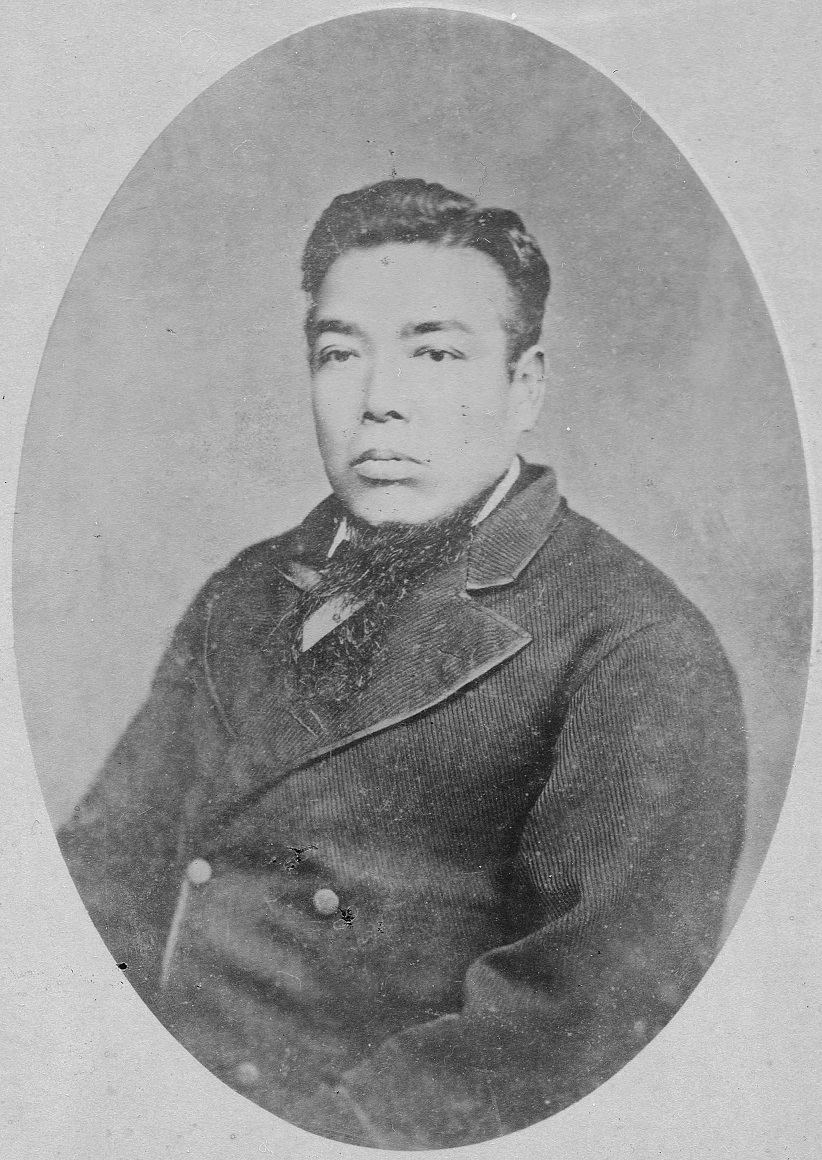
Mishima Michitsune

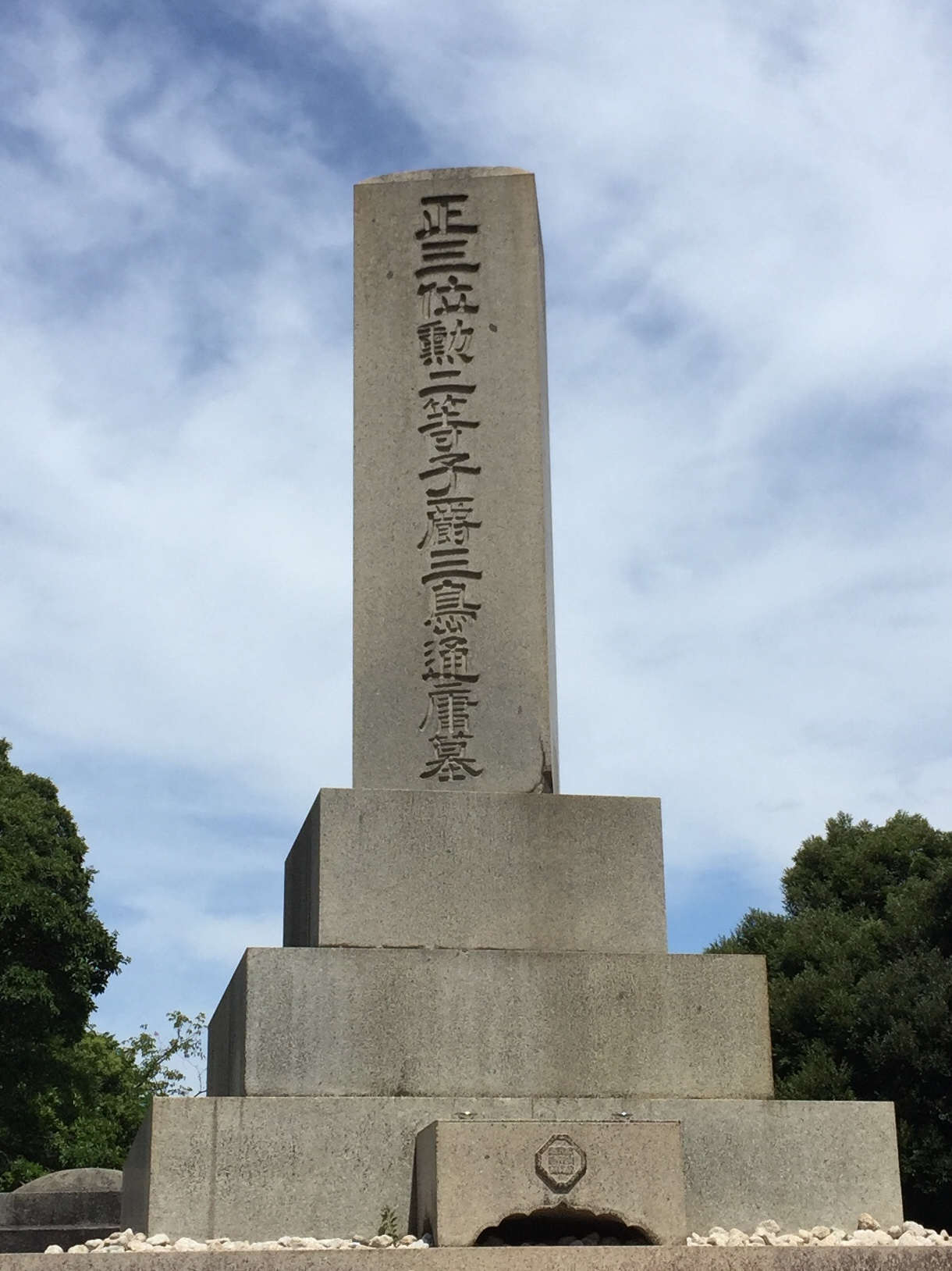
Grab auf dem Friedhof Aoyama

Mishima Michitsune (japanisch 三島 通庸; geboren 26. Juni 1835 in der Provinz Satsuma, heute Präfektur Kagoshima; gestorben 23. Oktober 1888) war ein japanischer Regierungsbeamter.

## Leben und Wirken
Mishima Michitsune wurde als ältester Sohn eines Samurai des Satsuma-Han geboren. Seine Familie stellte seit Generationen für das Nō-Theater die Trommler bei einem Gehalt von knapp 50 Koku. Er beteiligte sich am „Sonnō jōi“, also an der Bewegung, dem Kaiser wieder zu den vollen Rechten zu verhelfen. Er nahm am Boshin-Krieg teil, mit dem das Tokugawa-Shogunat beendet wurde und erhielt hohe Posten in der Verwaltung des Satsuma-Han.
Ab 1971 übernahm Mishima Aufgaben in der Zentralregierung in Tōkyō. Unter seiner Aufsicht wurde die Ginza nun von Backsteingebäuden gesäumt. 1872 erhielt er die Aufsicht über den Erziehungsbereich, wobei Shintō nun die Basis der Volkserziehung werden sollte. Damit geriet er in Widerspruch zu Kido Takayoshi, dem hohen buddhistischen Priester Shimaji Mokurai (1838–1911) und anderen. Im Dezember 1874 wurde er Gouverneur der kurzlebigen Präfektur Sakada (酒田県), danach war er Gouverneur der ebenfalls kurzlebigen Präfektur Tsuruoka, dann der Präfekturen Yamagata, Fukushima und Tochigi.
Mishima ließ große Verbindungsstraßen durch die Präfekturen bauen, was im einerseits Anerkennung einbrachte, andererseits auch Verstimmung bei den nicht gefragten Präfekturen, zumal der Ausbau mit der Unterdrückung der Meinungsfreiheit sowie mit Sondersteuern verbunden war. Das führte 1882 zu den „Fukushima-Unruhen“
Nachdem Mishima 1885 zum Präsidenten der Tōkyōter Polizei ernannt wurde, sorgte der, dass 1887 das „Gesetz zur Aufrechterhaltung der öffentlichen Sicherheit“ (保安条例, Hoan jōrei) auch angewandt wurde. So mussten 570 Personen  der „Bewegung für Freiheit und Volksrecht“ (自由民権運動。Jiyū minken undō) die Stadt Tōkyō verlassen. Mishima übernahm parallel noch weitere Ämter, wurde stellvertretender Leiter der Baubehörde. Typisch für ihn war es, im vornehmen Gesellschaftshaus Rokumeikan bei einer Kostüm-Party als Kojima Takanori zu erscheinen, und sich als treuer Vasall des Kaisers Go-Daigo zu geben.